# 青木葉峠
青木葉峠（あきばとうげ）は、茨城県かすみがうら市と同石岡市の境にある標高265メートル (m) の峠。筑波連山南東部に掛かる峠の一つで、雪入山 (391 m) と青木葉山 (275 m)との間に位置する。筑波連山を横断する林道弓弦線（終点）・林道上佐谷青木葉線（終点）と、筑波連山の稜線を縦走する登山道が交差している。
青木葉山の東側には山道の旧峠である元青木葉峠 (255 m) がある。
峠から南のかすみがうら市側へ少し下った林道上佐谷青木葉線沿いには、金命水・銀命水と呼ばれる名水が湧き出ている。